# هرادک (ناحیه روکیتسانی)
هرادک (به چکی: Hrádek) یک منطقهٔ مسکونی و شهرستان دارای شهرک سابقاً روستا در جمهوری چک است که در ناحیه روکیتسانی واقع شده‌است. هرادک ۲٬۸۶۲ نفر جمعیت دارد.